# El paleta ferit
El paleta ferit és un quadre de Francisco de Goya pertanyent a la tercera sèrie de cartons per a tapissos, executada entre el 1786 i la mort de Carles III el 1788, que representaven escenes costumistes destinades a la «Peça de Comer» (o menjador) del Palau Reial d'El Pardo del Príncep d'Astúries (el futur Carles IV). L'obra es conserva i exposa en la col·lecció permanent del Museu del Prado.

## Anàlisi del quadre
L'obra El paleta ferit és un cartó destinat a servir de model a un tapís que decoraria la Peça de Comer del Palau d'El Pardo junt amb la sèrie de les quatre estacions: La primavera o Les floristes, L'estiu o L'era, La tardor o La verema i L'hivern o La nevada. Tanmateix el to i fins i tot l'estil és nou. El quadre, de format molt vertical, presenta dos homes que, entristits, transporten en braços a un col·lega que, presumiblement, ha caigut de la bastida que s'aprecia en darrer lloc. L'obra difon de manera iconogràfica un edicte de Carles III que regulava la construcció de bastides i que fomentava les mesures de seguretat en la construcció i sol·licitava indemnitzacions als mestres d'obres pels accidents laborals producte de les deficiències en les bastides. L'edicte va ser publicat el 1788 però va tenir diverses reedicions, la més propera a aquest cartó, de 1784.
Existeix també un esbós de 1786 en què es veu la mateixa escena, amb l'excepció que els companys de treball mostren un gest rialler, amb el títol de El paleta borratxo. No s'ha dilucidat si aquest cartó és un esbós previ al cartó o es tracta d'una obra independent realitzada com una variació sobre el tema de El paleta ferit.
S'ha destacat unànimement l'aparició del tema decididament social en aquesta obra de Goya. A més a més, les figures i paisatge denoten un nou verisme, relacionat amb La nevada o Els pobres en la font (1786-1787) però sense el patetisme lacrimogen d'aquest últim. Els rostres reflecteixen serietat i preocupació pel company i les figures estan dignificades mitjançant el recurs a la presentació d'aquestes des d'un punt de vista baix. El cromatisme és bru i gris, allunyat de les escenes pintoresques d'altres cartons. Tot plegat suposa un precedent del realisme social típic del preromanticisme.